# Cindy Lynn Brown
Cindy Lynn Brown (født november 1973 i Aarhus) er en dansk/amerikansk digter. 
Brown er uddannet mag.art. i litteraturvidenskab og skrivekunst.  Under sin studietid var hun Erasmusudvekslingsstuderende i Nancy, Frankrig, hvor hun fandt stor kærlighed til landet og dets sprog. Dette førte hende til 1 års arbejde på et forlag i Paris, og siden til i Frankrig at afslutte sit speciale "Virkelighedsopløsning som tendens i kontemporær fransk litteratur" (2003) . 
Når hun ikke skriver, oversætter hun, og underviser i engelsk og skrivekunst. 2006 debuterede hun i Hvedekorn med enkeltdigte, og debutbogen "korrektur" kom i 2009 på forlaget Spring. Hun skriver overvejende digte, men i 2013 kom den første roman, "Mute", et litterært samarbejde med Anders Vægter Nielsen.
Lyrikforeningen Fynsværk, som Cindy Lynn Brown er med i, undfangede festivalen Odense Lyrik i 2007, og hun har siden 2008 været hovedarrangør. Festivalen, der varer fra 3 dage til en uge, har gennem alle årene præsenteret over 100 danske og internationale digtere og forfattere. 2016 blev hun inviteret til Stratford upon Avon, Shakespeares fødeby, som poet-in-residence. "Prisen" for det månedlange ophold var at skulle skrive en serie digte om Hamlet og undervise skolebørn i digtning. 
I 2013 modtog hun Landbrugets Kulturfonds poesipris på 15.000 kr. Hendes digte er oversat til kroatisk, koreansk, engelsk, fransk, italiensk, bengali, kinesisk, tyrkisk, nepalesisk, ukrainsk og slovensk, og hun har optrådt ved litteraturfestivaler i mange lande verden over.
Siden 2008 har Cindy Lynn Brown bestredet forskellige poster i Dansk Forfatterforening, herunder i Lyrikergruppen og Internationalt Udvslg.

## Priser og legater
- Autorkontoen 2010, 2018
- Statens Kunstfond Arbejdslegat 2011, 2013, 2015 og 2018
- Klitgården 2011 og 2014
- Landbrugets Kulturfond 2013[2]
- Kamov residency, Kroatien, 2013
- Sangam House, Indien, 2014-2015
- Martin Jensen og hustru Manja Jensens legat, 2015
- AROHO (New Mexico) 2015
- Twin River Festival, Zunyi, KIna, 2016
- Poet-in-Residence, Stratford-upon-Avon 2016
- Statens Kunstfond 2017 og 2019 Projekt- og Rejselegat (projekt med digteren Kenneth Krabat)
- Circolo Scandinavo, Rom, 2018
- Det Danske Institut i Athen, 2019

## Eksterne Referencer
- Cindy Lynn Browns hjemmeside
- http://www.litteratursiden.dk/forfattere/cindy-lynn-brown Arkiveret 4. marts 2016 hos  Wayback Machine
- http://www.kristeligt-dagblad.dk/artikel/329360:Kultur--Kort-om-nye-digte
- Lyrikwikis tekst om Brown Arkiveret 14. februar 2013 hos  Wayback Machine
- Landbrugets Kulturfond
- Om at skulle skrive om Hamlet (Webside ikke længere tilgængelig)
- Rejseskildring fra Stratford-upon-Avon, Shakespeares fødeby
- i Dhaka, Bangladesh, 2015 (Webside ikke længere tilgængelig)
- Interview med Cindy Lynn Brown om søvnløshed